# Franco Nicolini (calciatore)
Franco Nicolini (Sestri Levante, 2 gennaio 1938) è un ex calciatore italiano, di ruolo libero.

## Carriera
Cresciuto nel Genoa, con i rossoblù ha esordito in Serie A a Padova il 10 marzo 1957 nella partita Padova-Genoa (2-0).
Ha poi giocato un paio di stagioni con la Pro Vercelli, una al Mazara, poi è passato alla Ternana; con gli umbri ha disputato otto stagioni: le prime sei in Serie C, quindi ha conquistato la promozione in Serie B giocando poi le ultime due stagioni tra i cadetti.
In carriera ha totalizzato complessivamente 2 presenze in Serie A e 39 in Serie B

## Statistiche

### Presenze e reti nei club
| Stagione            | Squadra             | Campionato          | Campionato | Campionato |
| Stagione            | Squadra             | Comp                | Pres       | Reti       |
| ------------------- | ------------------- | ------------------- | ---------- | ---------- |
| 1957-1958           | Genoa               | A                   | 1          | 0          |
| 1958-1959           | Genoa               | A                   | 1          | 0          |
| Totale Genoa        | Totale Genoa        | Totale Genoa        | 2          | 0          |
| 1959-1960           | Pro Vercelli        | C                   | 2          | 0          |
| 1960-1961           | Pro Vercelli        | C                   | 17         | 1          |
| Totale Pro Vercelli | Totale Pro Vercelli | Totale Pro Vercelli | 19         | 1          |
| 1961-1962           | Mazara              | IV                  | 31         | 3          |
| 1962-1963           | Ternana             | D                   | 32         | 0          |
| 1963-1964           | Ternana             | D                   | 34         | 0          |
| 1964-1965           | Ternana             | C                   | 33         | 1          |
| 1965-1966           | Ternana             | C                   | 30         | 0          |
| 1966-1967           | Ternana             | C                   | 30         | 0          |
| 1967-1968           | Ternana             | C                   | 23         | 0          |
| 1968-1969           | Ternana             | B                   | 9          | 0          |
| 1969-1970           | Ternana             | B                   | 2          | 0          |
| Totale Ternana      | Totale Ternana      | Totale Ternana      | 193        | 1          |
| Totale carriera     | Totale carriera     | Totale carriera     | 245        | 5          |

## Palmarès

### Giocatore

#### Competizioni nazionali
- Campionato italiano Serie C: 1

Ternana: 1967-1968 (girone C)
- Campionato italiano Serie D: 1

Ternana: 1963-1964 (girone D)